# Rio Cachoeira Grande
Rio Cachoeira Grande är ett vattendrag i Brasilien.   Det ligger i delstaten Bahia, i den östra delen av landet, 1 000 km öster om huvudstaden Brasília.
Trakten runt Rio Cachoeira Grande består huvudsakligen av våtmarker. Runt Rio Cachoeira Grande är det ganska glesbefolkat, med 31 invånare per kvadratkilometer.